# 築別站

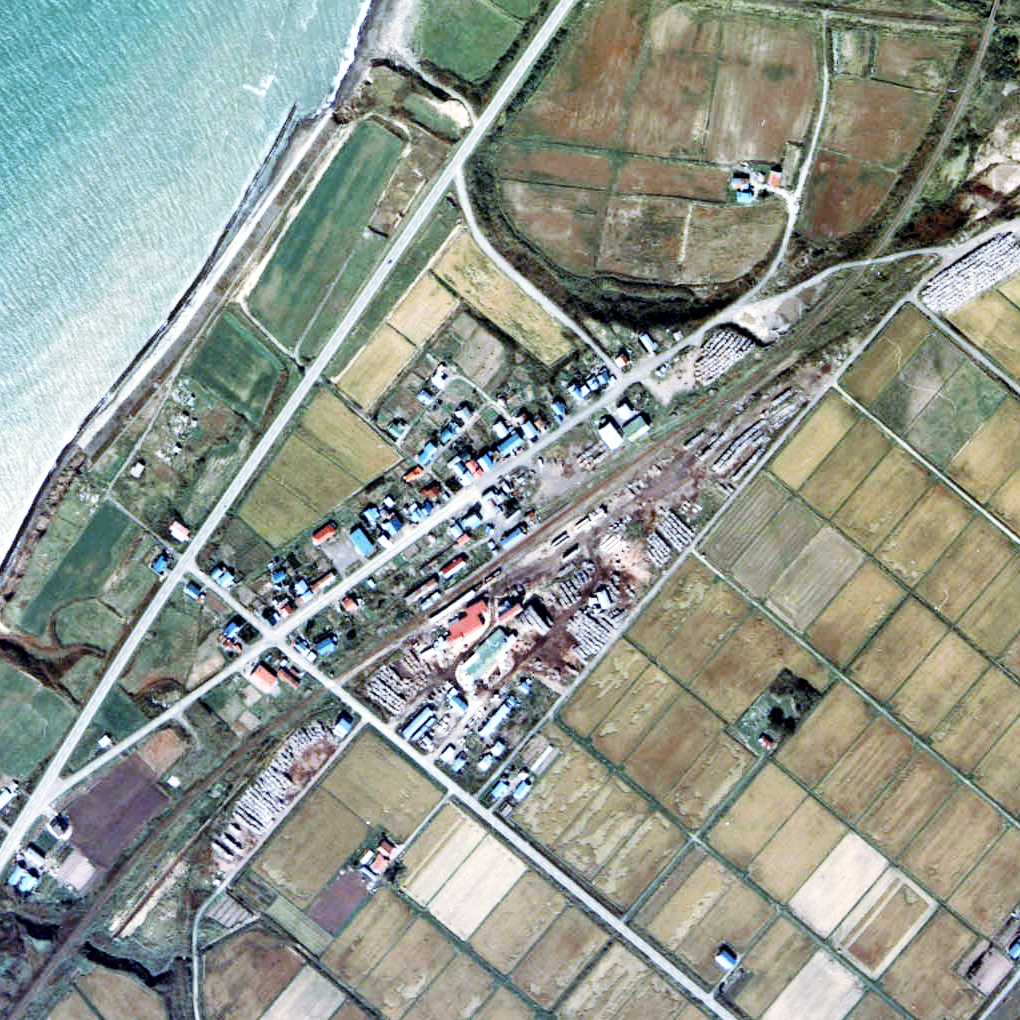
1977年的築別站與方圓約1公里範圍。上方為幌延方向。圖中可看到長條狀1面1線的單式月台，車站大樓旁邊設有貨物月台和引込線，車站後方設有2條側線。在無人化後，只剩下1條側線。原本此站設有單式島狀月台，當時設有2面2線的單式月台，圖中已經不能確認月台是否已經撤走。料場方面，除了位於車站後方外，車站南北也設有。均堆放了木材。在1970年前，車站連接羽幌炭礦鐵道，旅客車會與國鐵的車輛連結，然後會折返的方式駛至羽幌站。大部分煤炭貨物會停在車站後方的堆場旁的側線，然後駛往留萌方向。然後在留萌港設有同一公司的埠頭，使用貨船運送煤炭至全國。左下方設有折返設備，下方90°彎是前往羽幌炭礦鐵道路軌的遺址。此外，右上方的平交道前方設有轉車盤遺址。

築別站（日语：／ Chikubetsu eki */?）是位於北海道苫前郡羽幌町字築別，日本國有鐵道（國鐵）的羽幌線車站（廢站）。隨著羽幌線廢線，車站在1987年（昭和62年）3月30日廢除。
在1970年（昭和45年）9月前，急行「羽幌」停靠此站。在末期部分普通列車通過此站，在1986年（昭和61年）11月1日時間表修正中（廢除前的時間表），下行1班列車通過（急行「羽幌」後續，停靠主要車站的列車。上行停站））。

## 歷史
在1970年（昭和45年），羽幌煤礦關閉前，此站設有連接往該處的羽幌炭礦鐵道。
此外，未成線名羽線會預定在此站分支前往深名線朱鞠內站，當中該路線會使用羽幌炭礦鐵道的部分區間（此站至曙站之間，重疊區間）。
- 1941年（昭和16年）
  - 12月9日 - 鐵道省羽幌線羽幌站至此站之間開通，此站啟用[1]。當時為一般車站[1]。
  - 12月14日 - 羽幌炭礦鐵道線啟用。
- 1949年（昭和24年）6月1日 - 日本國有鐵道成立，成為日本國有鐵道車站。
- 1957年（昭和32年）11月6日 - 此站至初山別站之間開通，成為中途車站。
- 1969年（昭和44年）10月1日 - 成為業務委託車站。
- 1970年（昭和45年）12月25日 - 廢除羽幌炭礦鐵道線。
- 1982年（昭和57年）3月29日 - 結束處理貨物和行李[1]。同時成為無人車站[1]。
- 1987年（昭和62年）3月30日 - 羽幌線全線廢除，此站也廢除[1]。

## 車站構造
曾經站內設有2面3線的混合式月台（單式月台與島式月台），另外加設貨物側線。當時可進行列車交會，為一座職員配置車站（地面車站）。截至車站廢除一刻，車站為一座無人車站，月台只剩下1面1線的單式月台，路軌位於月台西邊（幌延方向的列車會開啟左邊車門）。在廢除後的島式月台變成一條側線，在車站大樓靠近幌延一方也設有側線。

## 站名的由來
車站名稱取自所在地名稱。地方名「築別」源自阿伊努語的「チュクペッ（cuk-pet）」，其意思是秋、川。根據永田方正的說法，山田秀三根據永田的說法，由於當地秋天會有許多三文魚會在河川跳躍至上遊而得名。
但是，在1973年（昭和48年）由國鐵北海道總局發行的《北海道　站名之起源》中對於上述的推論有所懷疑，「築別」應源自阿伊努語的「チケㇷ゚ペッ（ci-ke-p-pet）」，其意思是自我、刮、東西、河（即是陡峭懸崖下的河流），書中指中這個說法才是正確推論としている。

## 使用狀況
- 在1981年度（昭和56年度），1日的上下車人次為23人[3]。

## 車站周邊
- 北海道道356號築別炭礦築別停車場線（日语：北海道道356号築別炭砿築別停車場線）
- 國道232號（日语：国道232号）（天賣國道/日本海奧羅龍線（日语：日本海オロロンライン））
- 築別郵局
- 築別川
- 沿岸巴士「築別」巴士站

## 現況
截至1999年（平成11年），車站變成荒野，站前商店還存在。貨物月台身滿了草堆。

## 相鄰車站
日本國有鐵道
羽幌線
羽幌－築別－天鹽有明
曾經在此站至羽幌站之間設有下之瀧臨時乘降場（日语：／），在1956年（昭和31年）11月1日啟用，在1972年（昭和47年）2月8日廢除。
羽幌炭礦鐵道
築別炭礦線（在羽幌線廢除前先行廢除）
築別－五線

## 注腳
1. 1 2 3 4 5 6 7 8  石野哲（編）. . JTB. 1998: 872. ISBN 978-4-533-02980-6 （日语）.
2. ↑  時間表《JNR編集 時刻表 1987年4月号》（弘濟出版社，1987年4月發行）JR新聞13頁。
3. 1 2  書籍《国鉄全線各駅停車1 北海道690駅》（小學館，1983年7月發行）201頁。
4. 1 2   第1版. 札幌市: 日本国有鉄道北海道総局. 1973-03-25: 108. ASIN B000J9RBUY （日语）.
5. ↑   (PDF). アイヌ語地名リスト. 北海道 環境生活部 アイヌ政策推進室. 2007  [2019-03-14]. （原始内容存档 (PDF)于2018-04-17） （日语）.
6. ↑  書籍《鉄道廃線跡を歩くVI》（JTB出版，1999年3月發行）24頁。

## 外部連結
- 羽幌線廢線跡調査 （页面存档备份，存于）（日語）